# Benton County (Arkansas)
Das Benton County ist ein County im Arkansas. Der Verwaltungssitz (County Seat) ist Bentonville. Die Einwohnerzahl lag 2020 bei 284.333.
Das Benton County ist Bestandteil der Metropolregion Fayetteville–Springdale–Rogers in Arkansas und Missouri.

## Geographie
Das County liegt im äußersten Nordwesten von Arkansas, grenzt im Norden an Missouri, im Westen an Oklahoma und hat eine Fläche von 2.280 Quadratkilometern, wovon 89 Quadratkilometer Wasserfläche sind. Es grenzt an folgende Countys:
| McDonald County (Missouri) | Barry County (Missouri) |                |
| Delaware County (Oklahoma) |                         | Carroll County |
| Adair County (Oklahoma)    | Washington County       | Madison County |

## Geschichte

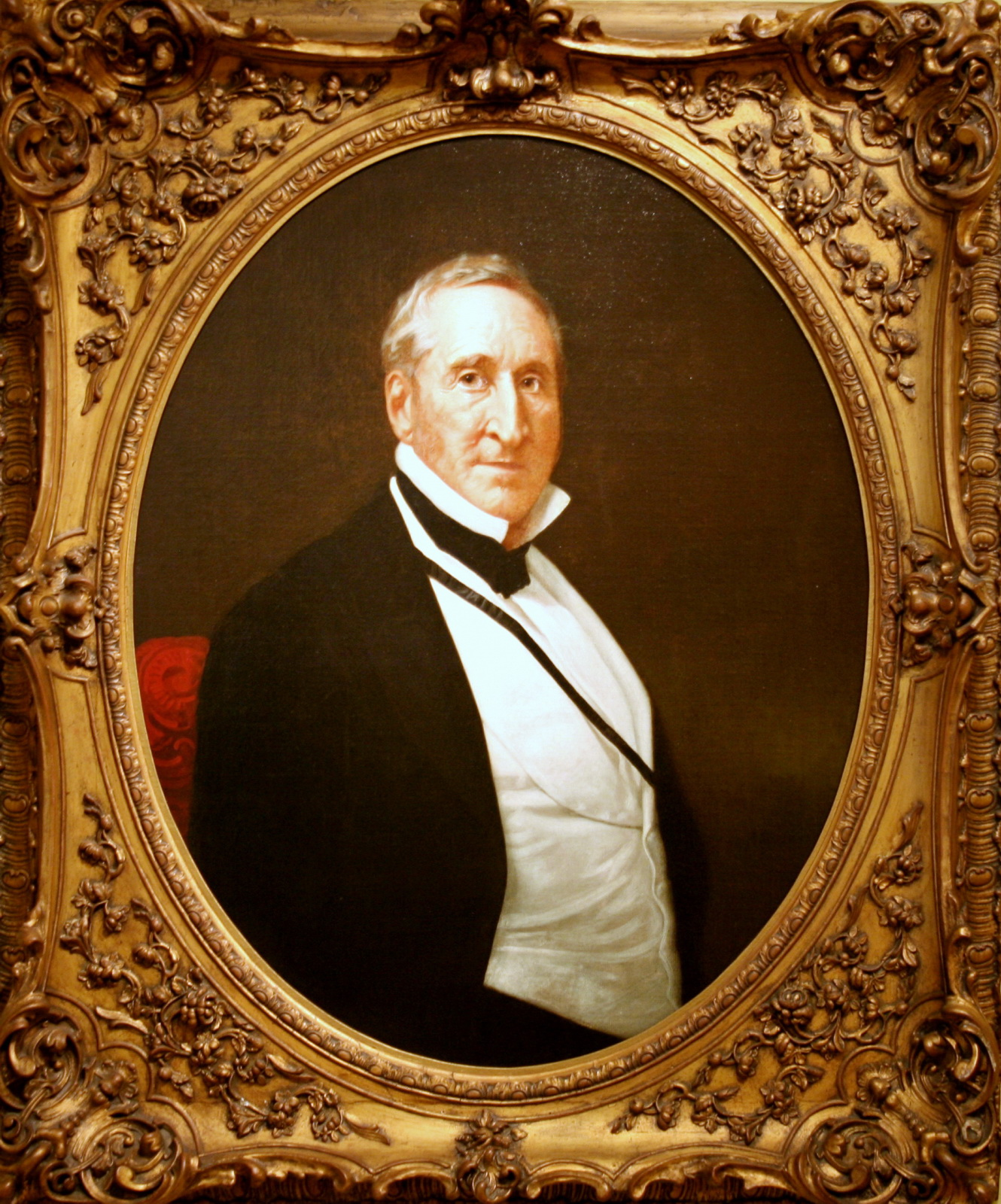
Benton

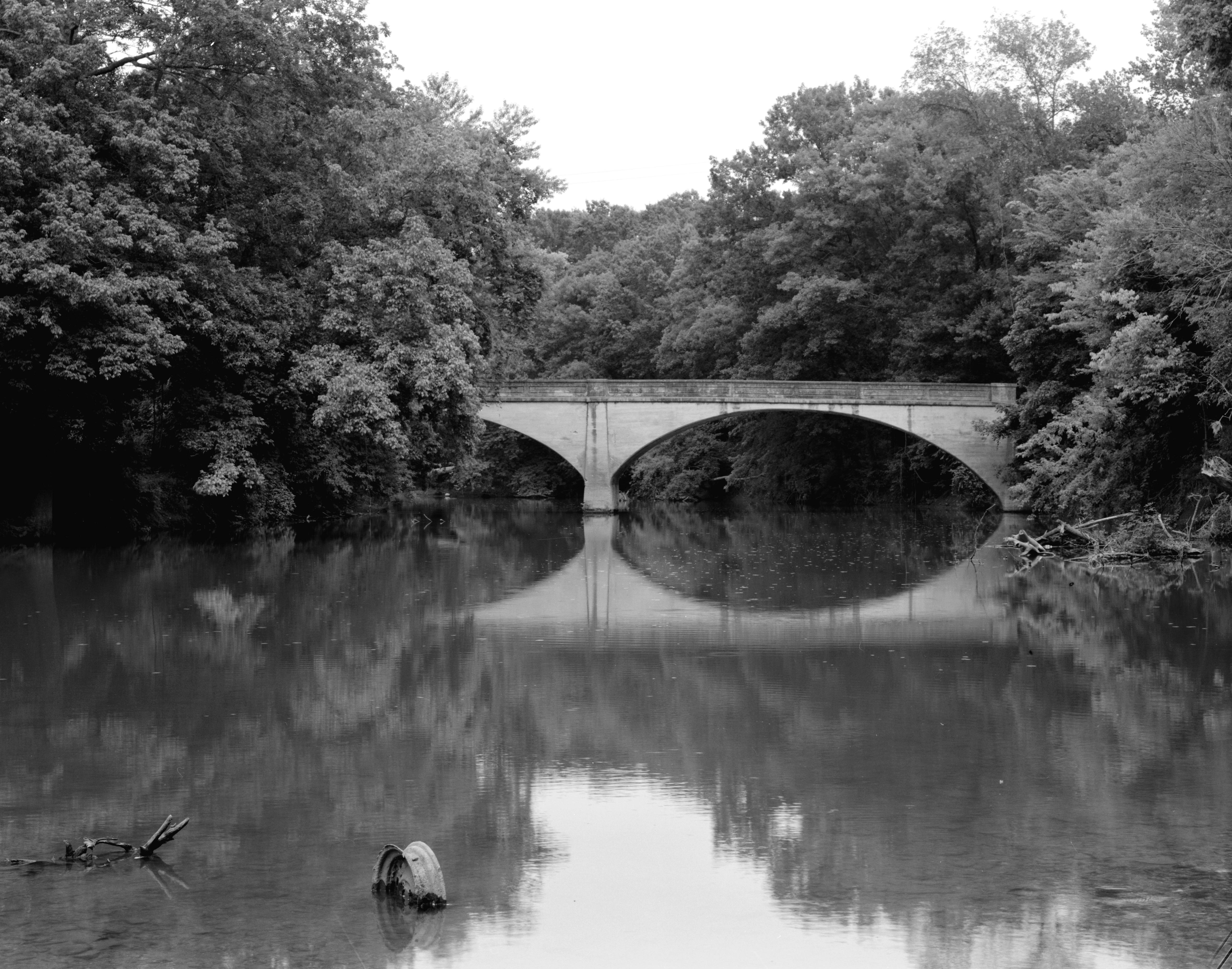
Die Illinois River Bridge am Oberlauf des Illinois Rivers ist seit Januar 1988 im NRHP eingetragen.

Das Benton County wurde am 30. September 1836 aus Teilen des Washington-County gebildet. Benannt wurde es nach Thomas Hart Benton, einem US-Senator von Missouri, nach dem auch die Stadt Bentonville benannt wurde. Während des Sezessionskrieges, 1861 bis 1865, wurde die Gegend hart umkämpft. Vom 7. bis 8. März 1862 fand hier die wohl strategisch wichtigste Schlacht westlich des Mississippis, die Schlacht am Pea Ridge statt, die zu Gunsten der Nordstaaten endete. Überall im County finden sich noch heute Monumente und Gedenktafeln für die gefallenen Soldaten der Konföderierten. Viele dieser Gedenkstellen befinden sich auf dem Pea Ridge National Military Park, unter anderem eines der ersten Denkmale das den Soldaten beiser Seiten gewidmet ist.
Um 1880 brachten die Eisenbahnen der St. Louis & San Francisco Railroad und der Fort Smith, & Southern Railway, später umbenannt in die Kansas City, Pittsburg and Gulf Railroad, um 1900 nochmals umbenannt in Kansas City Southern, einen erneuten Aufschwung in diese Gegend.
Nachdem mehrere bekannte Unternehmen hier gegründet wurden, verdoppelte sich die Einwohnerzahl in der Zeit von 1950 bis 1980. Bis 1990 nahm sie nochmals um 25 % zu.

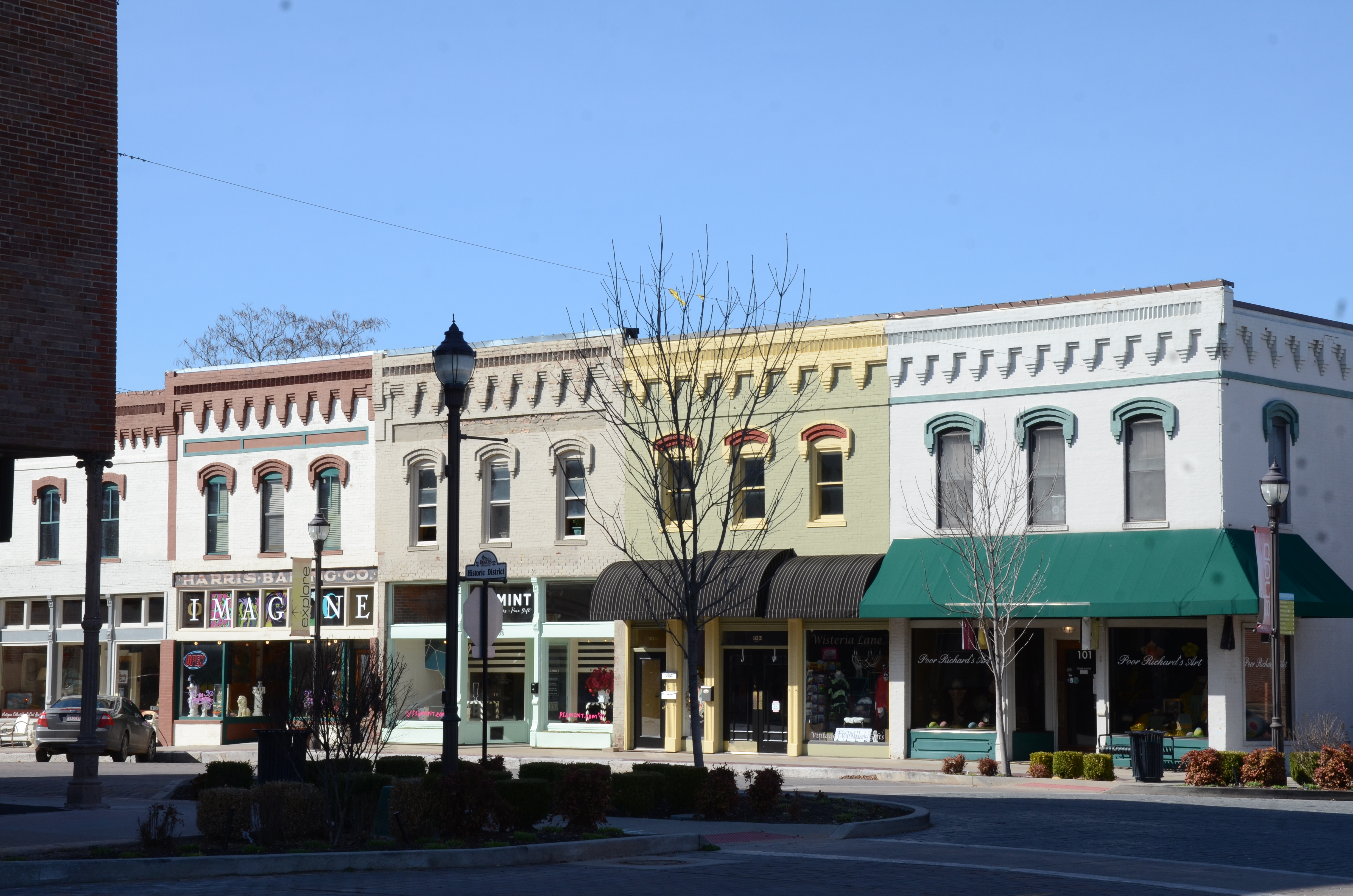
Der Rogers Commercial Historic District ist seit Januar 1988 im NRHP eingetragen.

150 Bauwerke, Stätten und historische Bezirke (Historic Districts) des Countys sind im National Register of Historic Places („Nationales Verzeichnis historischer Orte“; NRHP) eingetragen (Stand 7. Februar 2022), darunter die Osage Creek Bridge, die Illinois River Bridge und der Rogers Commercial Historic District.
In Benton County befindet sich das Logan Cave National Wildlife Refuge und Teile des Ozark National Forest.

## Wirtschaft
Haupteinnahmequellen sind die Gewinnung von Bodenschätzen, die Landwirtschaft, der Obstanbau, Geflügel und Molkereiprodukte. Zusätzlich haben namhafte Unternehmen wie Little Debbie Bakeries, Cooper Communities, Bella Vista oder Wal-Mart, der in den Vereinigten Staaten am schnellsten wachsenden Einzelhandelskette, ihre Hauptzentrale hier, was viele Arbeitsplätze sichert.

## Demografische Daten

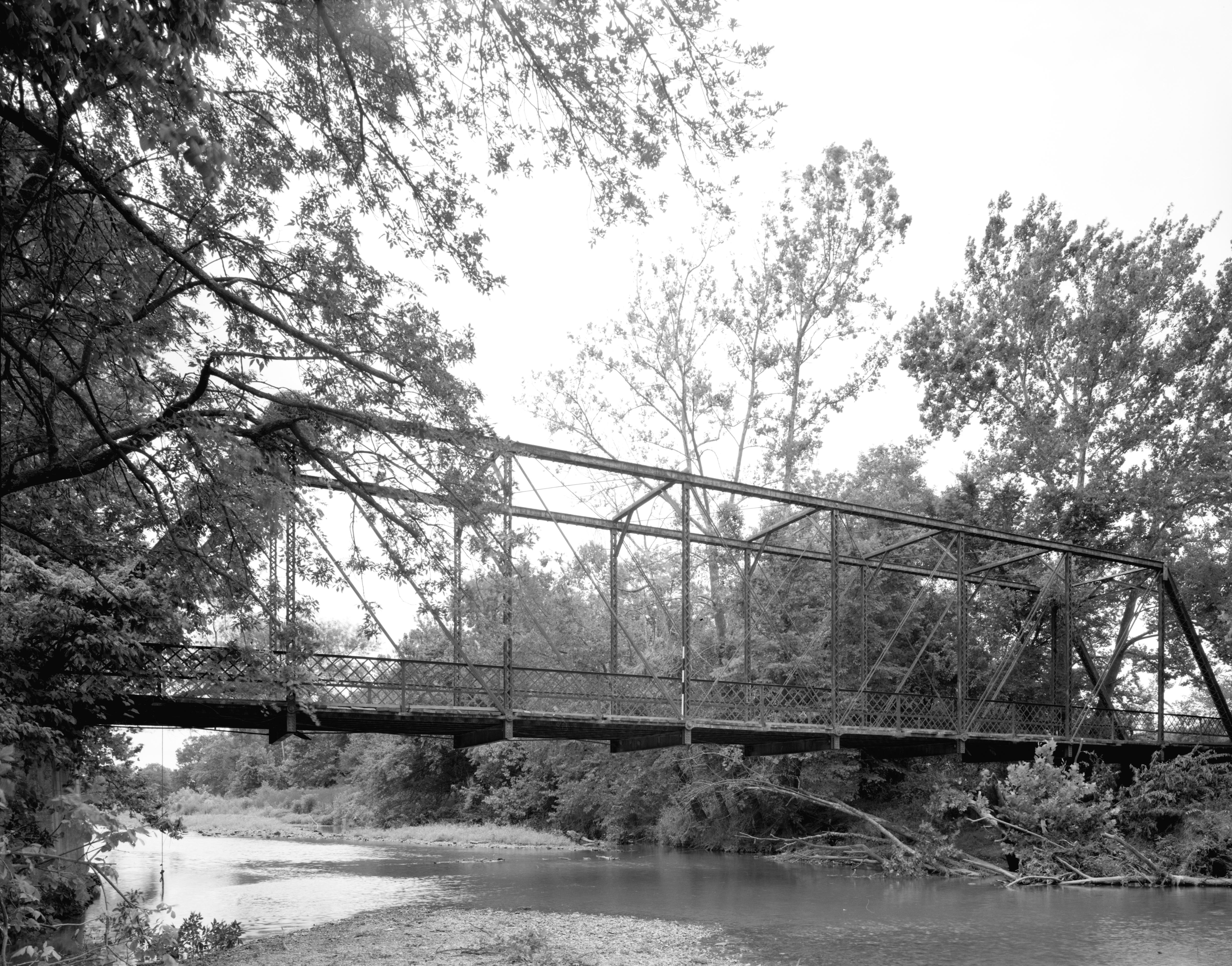
Die Osage Creek Bridge über den Osage River ist seit Januar 1988 im NRHP eingetragen.

Alterspyramide des Benton County

Nach der Volkszählung im Jahr 2000 lebten im Benton County 153.406 Menschen in 58.212 Haushalten und 43.484 Familien. Die Bevölkerungsdichte betrug 70 Einwohner pro Quadratkilometer. Ethnisch betrachtet setzte sich die Bevölkerung zusammen aus 90,87 Prozent Weißen, 0,41 Prozent Afroamerikanern, 1,65 Prozent amerikanischen Ureinwohnern, 1,09 Prozent Asiaten, 0,08 Prozent Bewohnern aus dem pazifischen Inselraum und 4,08 Prozent aus anderen ethnischen Gruppen. Unabhängig von der ethnischen Zugehörigkeit waren 1,82 Prozent der Bevölkerung spanischer oder lateinamerikanischer Abstammung.
Von den 58.212 Haushalten hatten 34,4 Prozent Kinder oder Jugendliche im Alter unter 18 Jahre, die mit ihnen zusammen lebten. 63,0 Prozent waren verheiratete, zusammenlebende Paare, 8,2 Prozent waren allein erziehende Mütter, 25,3 Prozent waren keine Familien. 21,1 Prozent aller Haushalte waren Singlehaushalte und in 8,5 Prozent lebten Menschen im Alter von 65 Jahren oder darüber. Die Durchschnittshaushaltsgröße lag bei 2,60 und die durchschnittliche Familiengröße bei 3,01 Personen.
26,6 Prozent der Bevölkerung waren unter 18 Jahre alt, 8,6 Prozent zwischen 18 und 24, 29,4 Prozent zwischen 25 und 44, 21,1 Prozent zwischen 45 und 64 und 14,3 Prozent waren 65 Jahre oder älter. Das Durchschnittsalter betrug 35 Jahre. Auf 100 weibliche kamen statistisch 97,4 männliche Personen und auf 100 Frauen im Alter von 18 Jahren und darüber kamen durchschnittlich 94,9 Männer.

Das jährliche Durchschnittseinkommen eines Haushalts betrug 40.281 USD, das Durchschnittseinkommen der Familien 45.235 USD. Männer hatten ein Durchschnittseinkommen von 30.327 USD, Frauen 22.469 USD. Das Prokopfeinkommen betrug 19.377 USD. 7,3 Prozent der Familien und 10,1 Prozent der Einwohner lebten unterhalb der Armutsgrenze.

## Orte im Benton County
Citys
- Bentonville
- Bethel Heights
- Cave Springs
- Centerton
- Decatur
- Elm Springs1
- Gentry
- Gravette
- Little Flock
- Lowell
- Pea Ridge
- Rogers
- Siloam Springs
- Springdale1
- Sulphur Springs

Towns
- Avoca
- Bella Vista
- Garfield
- Gateway
- Highfill
- Springtown

Census-designated places (CDP)
- Cherokee City
- Hiwasse
- Lost Bridge Village
- Maysville
- Prairie Creek

1 – teilweise im Washington County

weitere Orte
- Beacon Addition
- Beaty
- Beaver Shores
- Bloomfield
- Brightwater
- Caverna
- Clantonville
- Clear Point
- Creech
- Cross Hollow
- Elkhorn Tavern
- Frisco
- Gallatin
- Glade
- Healing Springs
- Hickory Creek
- Ionia
- Lake Frances
- Larue
- Logan
- Mason Valley
- Monte Ne Shores
- Monte Ne
- Nebo
- Osage Mills
- Pedro
- Pine Top
- Pleasure Heights
- Rago
- Robinson
- Seba
- Vaughn
- War Eagle
- West Point

Townships
- Anderson Township
- Apple Glen Township
- Ball Township
- Beatie Township
- Brightwater Township
- Cherokee Township
- Colville Township
- Decatur Township
- Dickson Township
- Esculapia Township
- Felker Township
- Flint Township
- Garfield Township
- Garland Township
- Gentry Township
- Hico Township
- Hoover Township
- Logan Township
- Mason Valley Township
- Mount Vernon Township
- Osage Township
- Roller Ridge Township
- Round Prairie Township
- Sugar Creek Township
- Sulphur Springs Township
- Wager Township
- Wallace Township
- Walnut Township
- War Eagle Township
- Washington Township
- Yell Township